# Tramwaje w Nowata
Tramwaje w Nowata − zlikwidowany system komunikacji tramwajowej w Nowata w Stanach Zjednoczonych, działający w latach 1908−1948.

## Historia
Tramwaje w Nowata uruchomiono 14 lipca 1908, od początku były to tramwaje elektryczne. System w późniejszym czasie rozbudowano i składał się z tras o długości 123 km. Planowano wybudować linię tramwajową do Bartlesville, jednak nigdy tych planów nie zrealizowano. Sieć tramwajową w Nowata zamknięto 4 kwietnia 1948. Po likwidacji sieci część taboru była później eksploatowana w Sand Springs. Operatorem sieci tramwajowej o szerokości toru 1435 mm była spółka Union Electric Railway.